# العلاقات البنينية البولندية
العلاقات البنينية البولندية هي العلاقات الثنائية التي تجمع بين بنين وبولندا.

## مقارنة بين البلدين
هذه مقارنة عامة ومرجعية للدولتين:
| وجه المقارنة                                              | بنين            | بولندا                                                                             |
| --------------------------------------------------------- | --------------- | ---------------------------------------------------------------------------------- |
| المساحة (كم2)                                             | 114.76 ألف      | 312.68 ألف                                                                         |
| عدد السكان (نسمة)                                         | 11.18 مليون     | 38.43 مليون                                                                        |
| الكثافة السكانية (ن./كم²)                                 | 97.42           | 122.91                                                                             |
| العاصمة                                                   | بورتو نوفو      | وارسو                                                                              |
| اللغة الرسمية                                             | لغة فرنسية      | اللغة البولندية                                                                    |
| العملة                                                    | فرنك غرب أفريقي | زلوتي بولندي                                                                       |
| الناتج المحلي الإجمالي (بليون دولار)                      | 9.27 مليار      | 524.51 مليار                                                                       |
| الناتج المحلي الإجمالي (تعادل القوة الشرائية) بليون دولار | 22.38 مليار     | 1.02 تريليون                                                                       |
| الناتج المحلي الإجمالي الاسمي للفرد دولار أمريكي          | 762             | 12.55 ألف                                                                          |
| الناتج المحلي الإجمالي للفرد دولار أمريكي                 | 2.03 ألف        | 26.14 ألف                                                                          |
| مؤشر التنمية البشرية                                      | 0.480           | 0.843                                                                              |
| رمز المكالمات الدولي                                      | +229            | +48                                                                                |
| رمز الإنترنت                                              | .bj             | .pl                                                                                |
| المنطقة الزمنية                                           | ت ع م+01:00     | توقيت وسط أوروبا، ت ع م+01:00، ت ع م+02:00، أوروبا/وارسو ‏، توقيت وسط أوروبا الصيفي |

## منظمات دولية مشتركة
يشترك البلدان في عضوية مجموعة من المنظمات الدولية، منها:
| علم المنظمة | اسم المنظمة                        | تاريخ انضمام بنين | تاريخ انضمام بولندا |
| ----------- | ---------------------------------- | ----------------- | ------------------- |
|             | وكالة ضمان الاستثمار متعدد الأطراف | 26 سبتمبر 1994    | 29 يونيو 1990       |
|             | منظمة الشرطة الجنائية الدولية      | ?                 | ?                   |
|             | منظمة حظر الأسلحة الكيميائية       | ?                 | ?                   |
|             | منظمة التجارة العالمية             | ?                 | 1 يوليو 1995        |
|             | البنك الدولي للإنشاء والتعمير      | 10 يوليو 1963     | 27 يونيو 1986       |
|             | الأمم المتحدة                      | 20 سبتمبر 1960    | 24 أكتوبر 1945      |
|             | مؤسسة التمويل الدولية              | 5 فبراير 1987     | 29 ديسمبر 1987      |
|             | يونسكو                             | 18 أكتوبر 1960    | 6 نوفمبر 1946       |
|             | مؤسسة التنمية الدولية              | 16 سبتمبر 1963    | 28 أكتوبر 1960      |
|             | الاتحاد البريدي العالمي            | ?                 | 1 مايو 1919         |
|             | الاتحاد الدولي للاتصالات           | 1961              | 1921                |

## وصلات خارجية
- موقع وزارة الخارجية البنينية
- موقع وزارة الخارجية البولندية